# Cannomois virgata
Cannomois virgata är en gräsväxtart som först beskrevs av Christen Friis Rottbøll, och fick sitt nu gällande namn av Ferdinand von Hochstetter. Cannomois virgata ingår i släktet Cannomois och familjen Restionaceae. Inga underarter finns listade i Catalogue of Life.